# Yetta (cràter)
Yetta és un cràter d'impacte en el planeta Venus de 9 km de diàmetre. Porta el nom d'un antropònim alemany (derivat d'Henrietta), i el seu nom va ser aprovat per la Unió Astronòmica Internacional el 1997.